# Іслам у Швеції
Іслам у Швеції — друга за кількістю вірян релігія після християнства.

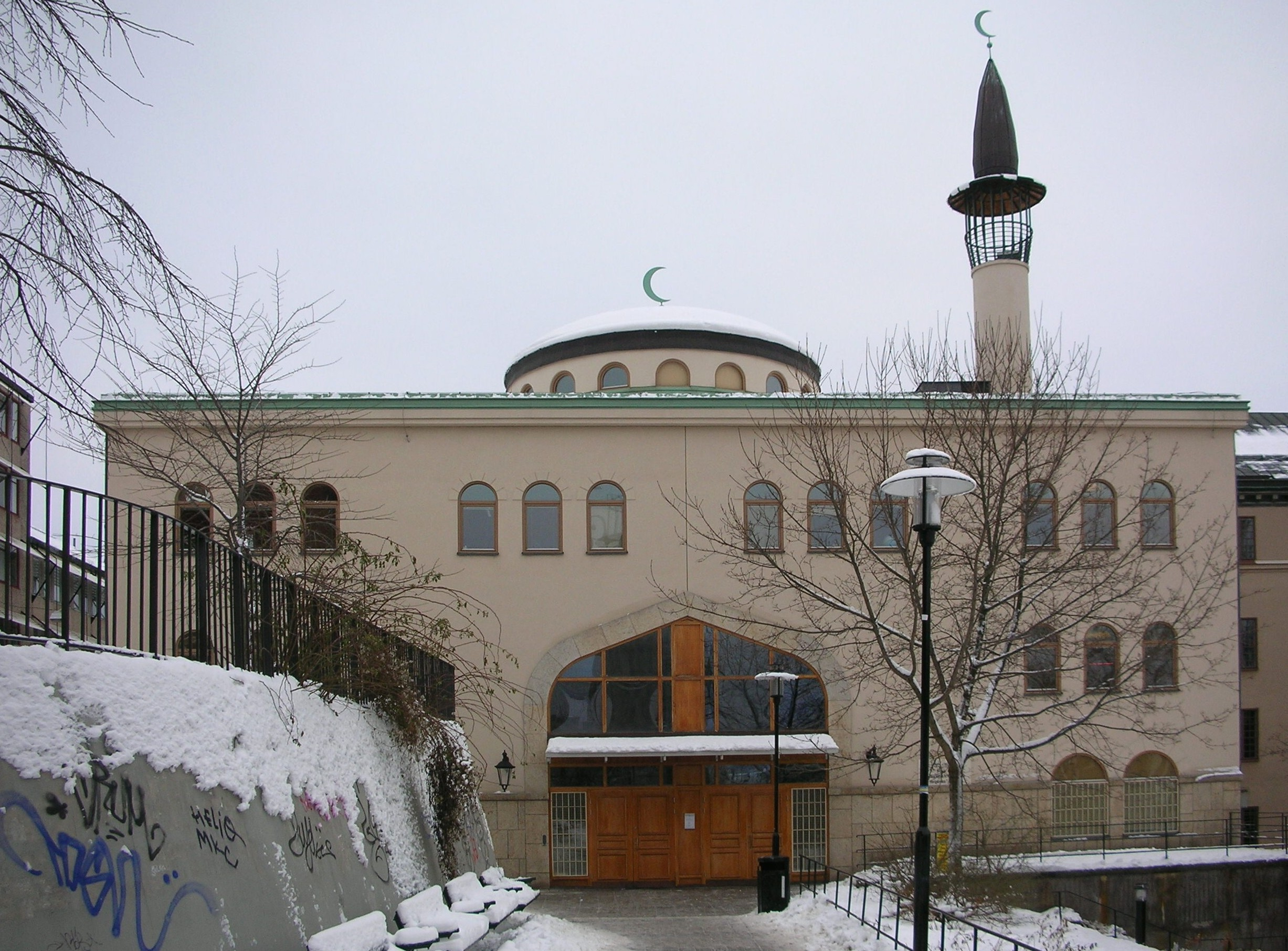
Стокгольмська мечеть

У 2019 році згідно зі звітом Шведського агентства підтримки релігійних громад, було нараховано 200,445 мусульман.

## Історія
У сучасній Швеції першими зареєстрованими мусульманськими групами були фінські татари, які емігрували з Фінляндії та Естонії у 1940 -х роках. Почалася імміграція з Близького Сходу на початку 1970 -х років. Подальші хвилі іммігрантів прибули до Швеції з колишніх республік Югославії, а останнім часом і з Сомалі.
1976 року була збудована перша мечеть Швеції в місті Гетерборг мусульманською організацією Ахмадія.
Станом на 2000 рік у Швеції, за оцінками, проживало від 300 000 до 350 000 осіб мусульманського походження, або 3,5 % всього населення.

## Демографія
У 2009 році у звіті США було зазначено, що у Швеції є 450—500 000 мусульман, що становить близько 5 % від усього населення.
Найбільше мусульман у Швеції з Іраку, Ірану, Боснії та Герцеговини та Косово.
Більшість іранців та іракців втекли як біженці до Швеції під час Ірано-іракської війни з 1980 по 1988 рік.